# Julian Żmudziński

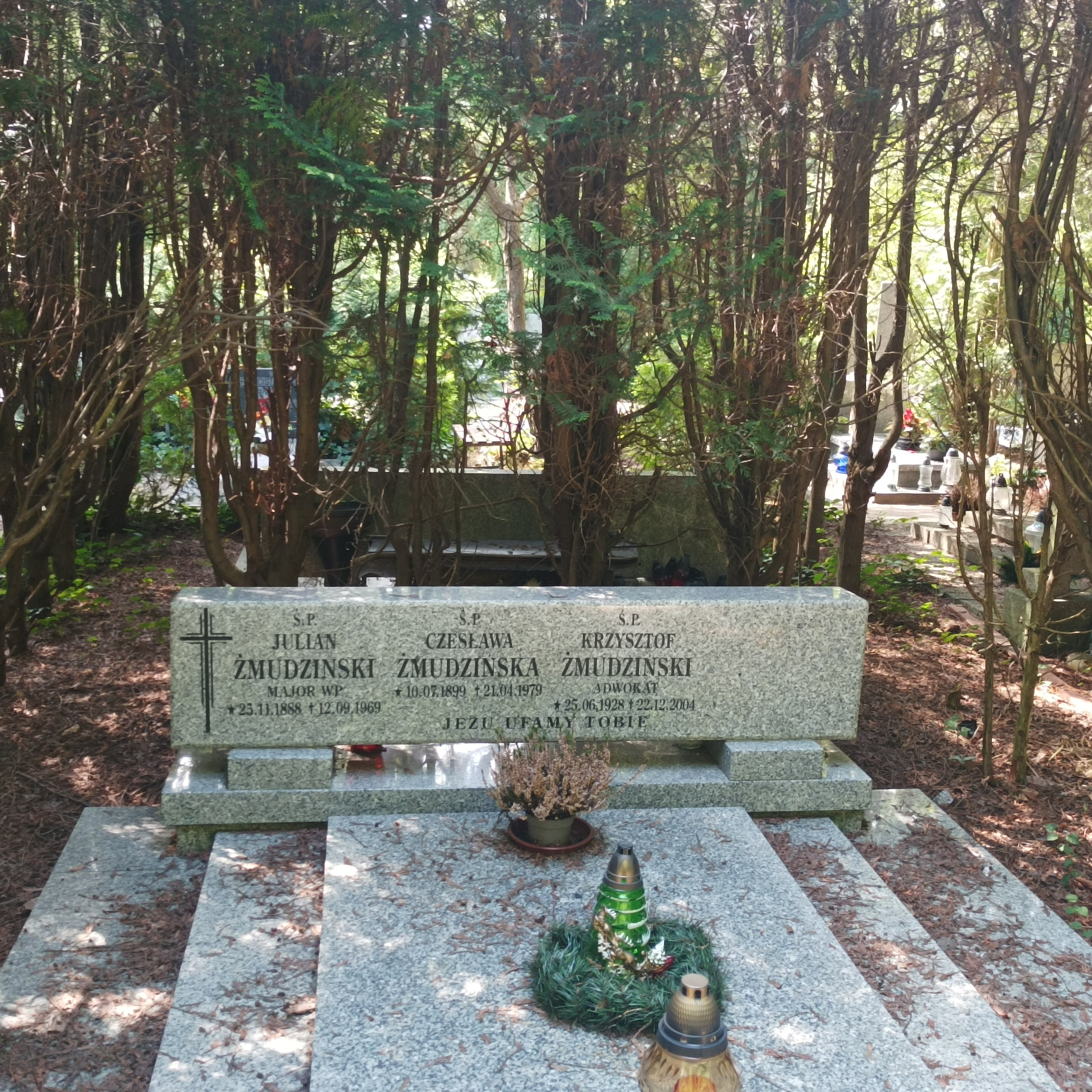
Grób Juliana Żmudzińskiego na Cmentarzu Grabiszyńskim

Julian Żmudziński (ur. 25 listopada 1888 w Jarosławiu, zm. 12 września 1969) – major artylerii Wojska Polskiego, burmistrz Ostrzeszowa.

## Życiorys
W 1907 ukończył naukę w c. k. Gimnazjum w Jarosławiu, ale maturę złożył dopiero w następnym roku.
W czasie I wojny światowej walczył w szeregach cesarskiej i królewskiej Armii. Jego oddziałem macierzystym był c. i k. Pułk Armat Polowych Nr 29, który w 1916 został przemianowany na Pułk Armat Polowych Nr 2, a dwa lata później na Pułk Artylerii Polowej Nr 2. Awansował na kolejne stopnie w korpusie oficerów rezerwy artylerii polowej i górskiej: porucznika (1 września 1915) i nadporucznika (1 listopada 1917).
3 maja 1922 został zweryfikowany w stopniu majora ze starszeństwem z 1 czerwca 1919 i 122. lokatą w korpusie oficerów artylerii, a jego oddziałem macierzystym był 4 Pułk Artylerii Polowej. Później został przeniesiony do 19 Pułku Artylerii Polowej w Nowej Wilejce. W latach 1923–1924 był dowódcą II dywizjonu, który wówczas stacjonował w Malinowszczyźnie koło Mołodeczna. W październiku 1927 został przesunięty ze stanowiska kwatermistrza na stanowisko dowódcy I dywizjonu. W kwietniu 1928 został przeniesiony do kadry oficerów artylerii z równoczesnym przydziałem do 5 Okręgowego Szefostwa Artylerii i Uzbrojenia w Krakowie na stanowisko referenta. W marcu 1929 został przydzielony do Powiatowej Komendy Uzupełnień Sambor na stanowisko pełniącego obowiązki kierownika I referatu administracji rezerw. W lipcu tego roku został zwolniony z zajmowanego stanowiska i oddany do dyspozycji dowódcy Okręgu Korpusu Nr X, a z dniem 31 grudnia 1929 przeniesiony w stan spoczynku. W 1934, jako oficer stanu spoczynku pozostawał w ewidencji Powiatowej Komendy Uzupełnień Ostrów Wielkopolski. Posiadał przydział do Oficerskiej Kadry Okręgowej Nr VII. Był wówczas „przewidziany do użycia w czasie wojny”. 
W latach 1936–1939 był niezawodowym burmistrzem Ostrzeszowa, pełniącym jednocześnie funkcję wójta komisarycznego na obwód ostrzeszowski. Mieszkał w Ostrzeszowie przy ul. Marszałka Piłsudskiego 48. 28 lutego 1938 na posiedzeniu Komitetu Krzyża i Medalu Niepodległości odrzucono wniosek o przyznanie mu tego odznaczenia. 
Po II wojnie światowej był burmistrzem Twardogóry, od 14 listopada 1945 prezesem OSP w Twardogórze. Zmarł 12 września 1969, a 24 października 1970 został pochowany na Cmentarzu Grabiszyńskim we Wrocławiu (pole 1, grób 50, rząd 4). 

## Ordery i odznaczenia
- Krzyż Walecznych[20]
- Złoty Krzyż Zasługi – 7 czerwca 1939 „za zasługi na polu pracy społecznej”[21]

austriackie
- Brązowy Medal Zasługi Wojskowej z mieczami na wstążce Krzyża Zasługi Wojskowej[22]
- Srebrny Medal Waleczności 2 klasy[22]
- Krzyż Wojskowy Karola[22]
- Krzyż Pamiątkowy Mobilizacji 1912–1913[22]